# 友和YOHO

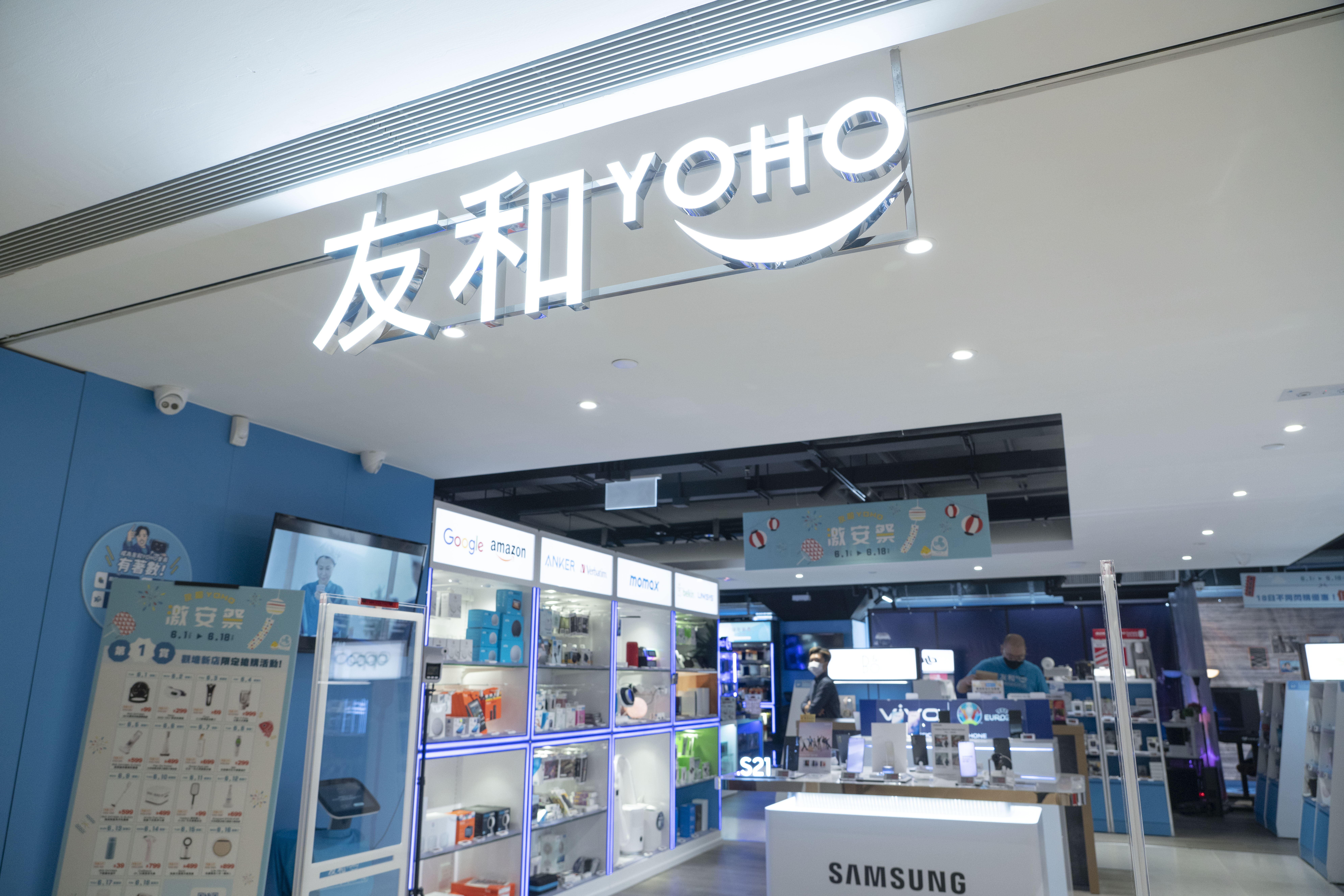
友和YOHO在觀塘Eastcore的新店，佔地近10000呎

友和YOHO為香港首間提供線上線下（O2O）模式營運的公司，主要售賣家電、3C及美容產品。由八十後夫妻檔胡發枝與徐嘉穎在2013年共同投資約100萬元成立。根據弗若斯特沙利文報告，友和YOHO是香港電子產品及家庭電器為主的電子商務平台中網站流量第一，同時電子產品及家庭電器為主的綫上銷售金額亦為行業最高。
友和YOHO於2022年6月10日在港交所主板上市，編號：2347.HK。
共同創辦人徐嘉穎称會在適當的時機去考慮拓展海外市場。
友和YOHO利用大數據分析產品數據，設計公式规定貨品價格，制訂營銷策略。
获德勤香港高科技公司10強。
在疫市期間，防疫產品帶動下銷售量錄得比往年同期大幅增多111%。
2024年8月，友和YOHO以442萬港元收購捷成消費品旗下零售業務J SELECT，其中290萬港元以現金支付，另及向捷成消費品以每股股份1元的發行價發行合共151.6萬股。J SELECT在將軍澳PopCorn設有實體店、J SELECT線上平台及涵蓋60萬名會員的會員數據庫。

## 友和黃藍爭議
- 在黃色經濟圈效應下，友和YOHO未曾明確表態。但反修例風波後，先後與支持反修例運動藝人及網紅合作宣傳產品。
- 2020年5月，友和YOHO接受創業分享平台港創人訪問，分享創業故事。2020年7月傳媒傳出港創人其中一位創辨人朱嘉盈有意代表建制派參選立法會，因早前接受過港創人訪問，友和YOHO被網民抨擊是藍店，其後友和YOHO在社交平台回應：「我們大家守護嚮往的價值，不是捕風捉影、以訛傳訛，亦不是打壓批鬥、分化仇恨。#StopHateSpeech」

## 外部連結
- 友和YOHO（購物平台）（页面存档备份，存于）
- 友和YOHO的Facebook專頁